# پژو تیپ ۱۸۴
پژو تیپ ۱۸۴ (انگلیسی: Peugeot Type 184) یک خودروی سایز بزرگ شرکتی بود که بین سالهای ۱۹۲۸ تا ۱۹۲۹ توسط خودروساز فرانسوی پژو در کارخانه ایسی لس مولینو تولید شد. تولید این خودرو نشان دهنده تلاش برای گسترش بیشتر بازار پژو بود این خودرو به علت لوکس بودن فروش کمی داشت و فقط به مدت یک‌سال تولید گشت.